# Геология потопа

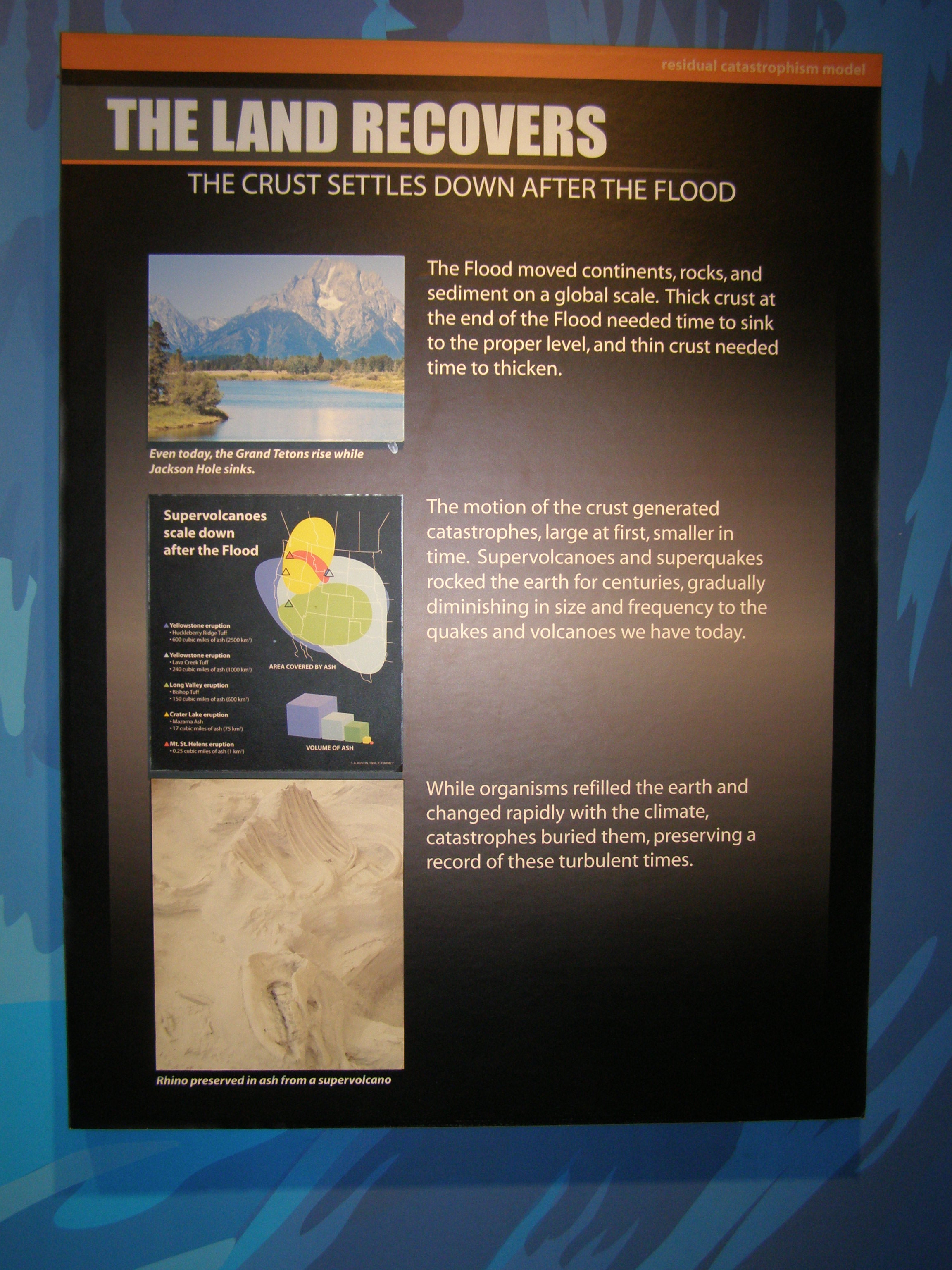
Стенд с изложением геологической подоплёки Всемирного потопа в Музее Сотворения (Кентукки, США)

Геология потопа (также геология сотворения, делювиальная геология; англ. flood geology, geology, diluvial geology) — креационистская псевдонаучная интерпретация геологических особенностей Земли, направленная на согласование геологии с буквальным пониманием библейского рассказа о Всемирном потопе (Быт. 6—9). Этот наукообразный аргумент был выдвинут американскими сторонниками христианского фундаментализма, разделяющими идеи младоземельного креационизма. Постулаты последнего включают объяснение геологии Земли, геологических формаций и изменений при помощи теории катастроф, в том числе Всемирного потопа.
На ранних этапах развития геологической науки окаменелости интерпретировались как свидетельства происходивших в прошлом наводнений. «Теории Земли» XVII века пользовались временными рамками, установленными хронологией Ашера. В начале XIX века делювиальные геологи выдвинули гипотезу, что определённые особенности земной поверхности свидетельствуют о произошедшем в прошлом Всемирном потопе, последовавшем за более ранними геологическими эрами; после дальнейших исследований они согласились, что эти особенности возникли в результате местных наводнений или ледников. По мере развития современной геологии учёные получали доказательства существования большого возраста Земли, а также факты, не совместимые с представлением о том, что Земля развивалась в результате серии катаклизмов, таких как Всемирный потоп. В Британии в начале XIX века «делювиализм» объяснял формы рельефа и особенности земной поверхности (такие как слои гравия и эрратические валуны) разрушительными последствиями этого предполагаемого глобального потопа, однако к 1830 году геологи все чаще приходили к выводу, что эти материалы подтверждают только относительно локальные наводнения. Так называемые библейские геологи стремились к буквальным библейским объяснениям геологии, но им не хватало геологического образования, они были маргинализированы научным сообществом, и, кроме того, имели мало влияния в церковной среде.
Креационистская геология потопа поддерживалась лишь меньшей частью антиэволюционистского движения XX века, в основном в Церкви адвентистов седьмого дня, до публикации в 1961 году книги Морриса и Джона Уиткомба «Потоп из книги Бытия» (в «Пресвитерианском и реформаторском издательстве»). Публикация Морриса и Уиткомба стала основой движения «научного креационизма». Эти авторы основывали свои выводы исключительно на буквальном толковании Священного писания и постулировали теорию катастроф, переосмысливая всю геологию через идею библейского Всемирного потопа. Примерно в 1970 году сторонники этих взглядов приняли термины «научные креационисты» и «младоземельные креационисты». В XX веке геология потопа была возрождена младоземельными креационистами как всеобъемлющая концепция для противостояния научному консенсусу о биологической эволюции.
Младоземельные креационисты настаивают на буквальном прочтении Шестоднева, библейского рассказа о шести днях творения и утверждают, что возраст Вселенной не превышает 10 тысяч лет. Они опираются на евангельские тексты о родословии Иисуса Христа (Мф. 1:2—17; Лк. 3:23—38), которые сопоставляются с текстами Ветхого Завета о продолжительности жизни праотцев, вплоть до Адама. Получаемая таким способом непродолжительная хронология не оставляет возможности для длительной эволюции живых организмов. Из этих представлений делается вывод, что целью современной христианской естественнонаучной апологетики является нахождение следов молодого возраста Земли и Всемирного потопа. Библия рассматривается не только как богооткровенная книга о падении и спасении человека, но и как точный естественнонаучный трактат.
Научный анализ опроверг ключевые положения геологии потопа. Эти представления противоречат научному консенсусу в сферах геологии, стратиграфии, геофизики, физики, палеонтологии, биологии, антропологии и археологии. Геология потопа позиционирует себя как научное знание, но не придерживается научного метода, что делает её псевдонаукой.